# Championnat des États-Unis de rugby à XV 2012
Navigation
Rugby Super League 2011 Elite Cup 2013
Le championnat des États-Unis  de rugby à XV 2012 ou US Rugby Super League 2012 est 17e édition de la compétition qui se déroule du 10 mars au 19 mai 2012. Elle oppose les dix meilleures équipes des États-Unis, mais les Utah Warriors déclarent forfait et la compétition est disputée entre les neuf équipes restantes. Le New York Athletic Club remporte la compétition en battant en finale le Old Puget Sound Beach sur le score serré de 32 à 29.

## Liste des équipes en compétition
La compétition oppose pour la saison 2012 les dix meilleures équipes américaines de rugby à XV :
| Club                      | Entraîneur     | Capitaine   | Stade             | Capacité |
| ------------------------- | -------------- | ----------- | ----------------- | -------- |
| Boston Irish Wolfhounds   | E. Mountjoy    | -           | Franklin Park     | 500      |
| Chicago Griffins          | W. Parkes      | -           | Schiller Woods    | 1 000    |
| Dallas Harlequins         | M. Engelbrecht | -           | Glencoe Park      | 2 000    |
| Denver Barbarians         | J. Kelly       | K. Whitcher | Shea Stadium      | 18 000   |
| Life Running Eagles       | J. Isaacson    | -           | LU Sports Complex | 10 000   |
| New York Athletic Club    | M. Tolkin      | A. Magleby  | Travers Island    | 5 000    |
| Old Blue RFC              | M. Veale       | D. Wareing  | Baker Field       | 1 200    |
| Old Puget Sound Beach     | E. Haigh       | -           | Magnuson Park     | 3 000    |
| San Francisco Golden Gate | P. Keeler      | -           | Rocca Field       | 4 500    |
| Utah Warriors             | J. Law         | -           | Rio Tinto Stadium | 20 008   |

## Phase régulière

### Conférence Ouest
Comme les Utah Warriors déclarent forfait, chacune des autres équipes de la Red conférence sont créditées d'une victoire bonifiée sur le score de 28 à 0 pour les deux matchs non disputés contre les Warriors.

#### Classement
| Rang | Club                      | J | V | N | D | Bo | Bd | Pm  | Pe  | Diff | Pts |
| ---- | ------------------------- | - | - | - | - | -- | -- | --- | --- | ---- | --- |
| 1    | Old Puget Sound Beach     | 8 | 8 | 0 | 0 | 7  | 0  | 330 | 102 | +228 | 39  |
| 2    | San Francisco Golden Gate | 8 | 5 | 0 | 3 | 7  | 2  | 278 | 170 | +108 | 29  |
| 3    | Chicago Griffins          | 8 | 4 | 0 | 4 | 3  | 0  | 170 | 234 | -64  | 19  |
| 4    | Denver Barbarians         | 8 | 3 | 0 | 5 | 6  | 1  | 209 | 257 | -48  | 19  |
| 5    | Utah Warriors             | 8 | 0 | 0 | 8 | 0  | 0  | 0   | 224 | -224 | 0   |

|  | Qualifiés pour le play-off (no 1, no 2). |

Attribution des points : victoire sur tapis vert : 5, victoire : 4, match nul : 2, défaite : 0, forfait : -2 ; plus les bonus (offensif : 4 essais marqués ; défensif : défaite par 7 points d'écart maximum).

#### Résultats
L'équipe qui reçoit est indiquée dans la colonne de gauche.
| Clubs                 | CHI   | DEN   | OLD   | SAN   | UTA  |
| --------------------- | ----- | ----- | ----- | ----- | ---- |
| Chicago Griffins      |       | 45-35 | 15-27 | 10-52 | 28-0 |
| Denver Barbarians     | 19-23 |       | 12-37 | 24-40 | 28-0 |
| Old Puget Sound Beach | 57-5  | 74-22 |       | 60-36 | 28-0 |
| S.F.G.G.              | 44-16 | 38-41 | 12-19 |       | 28-0 |
| Utah Warriors         | 0-28  | 0-28  | 0-28  | 0-28  |      |

|  | Victoire à domicile |  | Match nul |  | Défaite à domicile |

### Conférence Est

#### Classement
| Rang | Club                       | J | V | N | D | Bo | Bd | Pm  | Pe  | Diff | Pts |
| ---- | -------------------------- | - | - | - | - | -- | -- | --- | --- | ---- | --- |
| 1    | New York Athletic Club (T) | 8 | 8 | 0 | 0 | 8  | 0  | 227 | 121 | +106 | 40  |
| 2    | Life Running Eagles        | 8 | 6 | 0 | 2 | 4  | 1  | 283 | 210 | +73  | 29  |
| 3    | Old Blue RFC               | 8 | 3 | 1 | 4 | 4  | 0  | 197 | 187 | +10  | 18  |
| 4    | Dallas Harlequins          | 8 | 0 | 2 | 6 | 3  | 2  | 150 | 280 | -130 | 9   |
| 5    | Boston Irish Wolfhounds    | 8 | 1 | 1 | 6 | 1  | 1  | 146 | 291 | -145 | 8   |

|  | Qualifiés pour le play-off (no 1, no 2). |
|  | T : tenant du titre 2011                 |

Attribution des points : victoire sur tapis vert : 5, victoire : 4, match nul : 2, défaite : 0, forfait : -2 ; plus les bonus (offensif : 4 essais marqués ; défensif : défaite par 7 points d'écart maximum).

#### Résultats
L'équipe qui reçoit est indiquée dans la colonne de gauche.
| Clubs                   | BOS   | DAL   | LIF   | NYA   | NYO   |
| ----------------------- | ----- | ----- | ----- | ----- | ----- |
| Boston Irish Wolfhounds |       | 25-22 | 22-46 | 14-51 | 5-37  |
| Dallas Harlequins       | 16-16 |       | 8-39  | 19-52 | 15-20 |
| Life                    | 33-29 | 45-27 |       | 23-40 | 27-25 |
| New York Athletic Club  | 47-15 | 43-3  | 39-21 |       | 31-16 |
| Old Blue RFC            | 39-20 | 40-40 | 20-49 | 10-34 |       |

|  | Victoire à domicile |  | Match nul |  | Défaite à domicile |

## Phase finale

### Tableau final
|  | Demi-finales                 | Demi-finales          |                        |    | Finale                | Finale                |
|  | Demi-finales                 | Demi-finales          |                        |    | Finale                | Finale                |
|  |                              |                       |                        |    |                       |                       |
|  | 26 mai 2012 à Seattle        | 26 mai 2012 à Seattle |                        |    | 2 juin 2012 à Seattle | 2 juin 2012 à Seattle |
|  | 26 mai 2012 à Seattle        | 26 mai 2012 à Seattle |                        |    | 2 juin 2012 à Seattle | 2 juin 2012 à Seattle |
|  | Old Puget Sound Beach        | 39                    |                        |    | 2 juin 2012 à Seattle | 2 juin 2012 à Seattle |
|  | Old Puget Sound Beach        | 39                    |                        |    | 2 juin 2012 à Seattle | 2 juin 2012 à Seattle |
|  | San Francisco Golden Gate    | 6                     |                        |    | 2 juin 2012 à Seattle | 2 juin 2012 à Seattle |
|  | San Francisco Golden Gate    | 6                     | New York Athletic Club | 32 |                       |                       |
|  | 26 mai 2012 à Travers Island |                       | New York Athletic Club | 32 |                       |                       |
|  |                              | Old Puget Sound Beach | 29                     |    |                       |                       |
|  | New York Athletic Club       | Old Puget Sound Beach | 29                     | 38 |                       |                       |
|  | New York Athletic Club       |                       |                        | 38 |                       |                       |
|  | Life Running Eagles          | 12                    |                        |    |                       |                       |
|  | Life Running Eagles          | 12                    |                        |    |                       |                       |

### Demi-finales
| 26 mai 2012 13 h 00 UTC-7 | Old Puget Sound Beach | 39 – 6 | San Francisco Golden Gate | Magnuson Park, Seattle |
| 26 mai 2012 13 h 00 UTC-7 |                       |        |                           | Magnuson Park, Seattle |
| 26 mai 2012 13 h 00 UTC-7 |                       |        |                           | Magnuson Park, Seattle |

| 26 mai 2012 16 h 00 UTC-4 | New York Athletic Club | 38 – 12 | Life Running Eagles | New York Athletic Club, Travers Island |
| 26 mai 2012 16 h 00 UTC-4 |                        |         |                     | New York Athletic Club, Travers Island |
| 26 mai 2012 16 h 00 UTC-4 |                        |         |                     | New York Athletic Club, Travers Island |

### Finale
| 2 juin 2012 18 h 00 UTC-7 | New York Athletic Club                                                                           | 32 – 29 | Old Puget Sound Beach                                                                                   | Magnuson Park, Seattle |
| 2 juin 2012 18 h 00 UTC-7 | Essai(s) : Evans, Petri, Johnson, Coyne Transformation(s) : Evans (3) Pénalité(s) : MacGinty (2) |         | Essai(s) : Vucago, Tuilevuka, Palefau, Botitu Transformation(s) : Armstrong (3) Pénalité(s) : Armstrong | Magnuson Park, Seattle |
| 2 juin 2012 18 h 00 UTC-7 |                                                                                                  |         | | Magnuson Park, Seattle |